# Przygody Mary-Kate i Ashley
Przygody Mary-Kate i Ashley (ang. The Adventures of Mary-Kate & Ashley, 1994-2001) - seria jedenastu półgodzinnych filmów wideo, powstałych w latach 1994–2001. Opowiadają one przygody dwóch małych bliźniaczek, które jako detektywi rozwiązują różne "niesamowite" zagadki. Każdy z filmów wzbogacony jest o wykonywane przez dziewczynki piosenki.

Na serię składają się następujące filmy: 
1. "The Case of Thorn Mansion" (1994),
2. "The Case of the Logical i Ranch" (1994),
3. "The Case of the Sea World Adventure" (1995),
4. "The Case of the Mystery Cruise" (1995),
5. "The Case of the Fun House Mystery" (1995),
6. "The Case of the Christmas Caper" (1995),
7. "The Case of the U.S. Space Camp Mission" (1996),
8. "The Case of the Shark Encounter" (1996),
9. "The Case of the Hotel Who-Done-It" (1996),
10. "The Case of the Volcano Mystery" (1997),
11. "The Case of the United States Navy Adventure" (1997),
12. "Amazing Adventures of Mary-Kate & Ashley" (2000) - kompilacja najpopularniejszych filmów,
13. "The Favorite Adventures of Mary-Kate and Ashley" (2001) - kompilacja najpopularniejszych filmów.

## Obsada
- Trent Olsen - Trent
- Mary-Kate Olsen - Mary-Kate
- Ashley Olsen - Ashley
- Tracy Nelson - mama bliźniaczek
- Elizabeth Olsen - Lizzie
- Locky Lambert - Natasha Thorn

## Strony zewnętrzne
- Przygody Mary-Kate i Ashley w bazie IMDb.com
- Przygody Mary-Kate i Ashley. filmweb.pl. [zarchiwizowane z tego adresu (2011-02-08)]. w bazie Filmweb.pl